# Guatteria neglecta
Guatteria neglecta este o specie de plante angiosperme din genul Guatteria, familia Annonaceae. A fost descrisă pentru prima dată de August Heinrich Rudolf Grisebach, și a primit numele actual de la Percy Wilson, Léon och  Brother Alain. Conform Catalogue of Life specia Guatteria neglecta nu are subspecii cunoscute.